# Henrique Pacheco Lima
Henrique Pacheco de Lima (Londrina, Paraná, Brasil, 16 de mayo de 1985) es un exfutbolista brasileño que jugaba como centrocampista. 

## Trayectoria
Debutó en 2005 en el Londrina Esporte Clube y en 2007 fue cedido al Figueirense. Al año siguiente fue transferido al Júbilo Iwata de la J1 League japonesa.
Regresó a Brasil en 2009 como jugador del Cruzeiro hasta julio de 2011, cuando fue transferido al  Santos por 4 millones de euros. 
Fue convocado por Mano Menezes a la selección brasileña para enfrentar a Escocia el 27 de marzo de 2011.

## Clubes
| Club                | País   | Año       |
| ------------------- | ------ | --------- |
| Londrina            | Brasil | 2004-2005 |
| Figueirense         | Brasil | 2005-2007 |
| Júbilo Iwata        | Japón  | 2007-2008 |
| Cruzeiro            | Brasil | 2008-2011 |
| Santos              | Brasil | 2011-2012 |
| Cruzeiro            | Brasil | 2013-2019 |
| Fluminense (Cedido) | Brasil | 2020      |
| Cruzeiro            | Brasil | 2020-2022 |

## Palmarés

### Campeonatos regionales
| Título                 | Club        | Región         | Año  |
| ---------------------- | ----------- | -------------- | ---- |
| Campeonato Catarinense | Figueirense | Santa Catarina | 2006 |
| Campeonato Mineiro     | Cruzeiro    | Minas Gerais   | 2008 |
| Campeonato Mineiro     | Cruzeiro    | Minas Gerais   | 2009 |
| Campeonato Mineiro     | Cruzeiro    | Minas Gerais   | 2011 |
| Campeonato Paulista    | Santos      | São Paulo      | 2012 |
| Campeonato Mineiro     | Cruzeiro    | Minas Gerais   | 2014 |
| Campeonato Mineiro     | Cruzeiro    | Minas Gerais   | 2018 |
| Campeonato Mineiro     | Cruzeiro    | Minas Gerais   | 2019 |

### Campeonatos nacionales
| Título         | Club     | País   | Año  |
| -------------- | -------- | ------ | ---- |
| Serie A        | Cruzeiro | Brasil | 2013 |
| Serie A        | Cruzeiro | Brasil | 2014 |
| Copa de Brasil | Cruzeiro | Brasil | 2017 |
| Copa de Brasil | Cruzeiro | Brasil | 2018 |

### Campeonatos internacionales
| Título              | Club   | Sede      | Año  |
| ------------------- | ------ | --------- | ---- |
| Recopa Sudamericana | Santos | São Paulo | 2012 |